# São Pedro, Lapas e Ribeira Branca
São Pedro, Lapas e Ribeira Branca (llamada oficialmente União das Freguesias de Torres Novas (São Pedro, Lapas e Ribeira Branca)) es una freguesia portuguesa del municipio de Torres Novas, distrito de Santarém.

## Historia
Fue creada el 28 de enero de 2013 en aplicación de una resolución de la Asamblea de la República de Portugal promulgada el 16 de enero de 2013 con la unión de las freguesias de Lapas, Ribeira Branca y São Pedro, pasando su sede a estar situada en la antigua freguesia de São Pedro.

## Demografía
| Gráfica de evolución demográfica de São Pedro, Lapas e Ribeira Branca entre 2011 y 2021 |
|                                                                                         |
| Datos según el nomenclátor publicado por el INE portugués.                              |